# فوهة تايلور

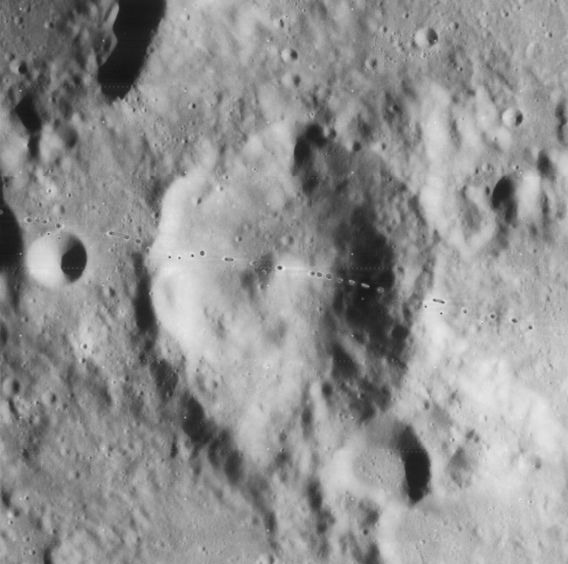
فوهة تايلور

فوهة تايلور (5. 3°S 16.7°E) هي فوهة صدمية على سطح القمر تقع جنوب غرب فوهة ديلامبر. وشرق فوهة الفرغاني، وجنوب شرق فوهة زولنر. 

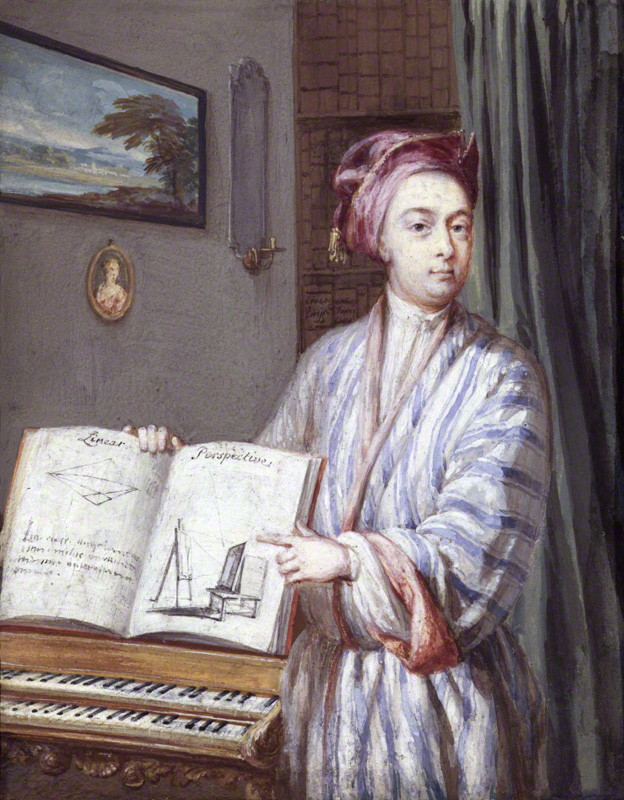
بروك تايلور

سميت تكريما لأعمال عالم الرياضيات الإنجليزي بروك تايلور.

## الوصف
يبلغ قطر الفوهة 41 كيلومتر وعمقها 2.5 كيلومتر، بزاوية قدرها 344° عند شروق الشمس.
الشكل الخارجي لفوهة تايلور له حافتين إحداهما متجه للشمال والأخرى للجنوب مكونا شكلا إهليلجيا. يوجد كسر في الحافة الشمالية على شكل وادِِ ضيق، بينما الحافة الجنوبية أصغر نسبيا مقارنة بباقي حواف الفوهة على طول الجانبين الشرقي والغربي. يتموقع جهاز إرسال فوهة تايلور بالجزء الخارجي من الحافة الجنوبية الشرقية. كما توجد سلسلة من التلال متوسطة الحجم في وسط الفوهة ممدودة قليلا باتجاه الشمال والجنوب.

## فوهات القمر الصناعي
لرسم خريطة مماثلة لفوهات القمر يتم وضح حروف على كل جانب من جوانب الفوهة ومركزها لكل حرف منها دلاله معينة.
| تايلور | خط عرض | خط طول  | القطر      |
| ------ | ------ | ------- | ---------- |
| A      | 4.2° S | 15.4° E | 38 كيلومتر |
| AB     | 3.1° S | 14.6° E | 23 كيلومتر |
| B      | 4.3° S | 14.3° E | 29 كيلومتر |
| C      | 5.6° S | 14.8° E | 5 كيلومتر  |
| D      | 5.3° S | 15.7° E | 8 كيلومتر  |
| E      | 6.0° S | 17.1° E | 14 كيلومتر |